# Казе Лазине-Чероза (Парма)
Казе Лазине-Чероза је насеље у Италији у округу Парма, региону Емилија-Ромања.
Према процени из 2011. у насељу је живело 27 становника. Насеље се налази на надморској висини од 702 м.